# زندگی شیرین است (فیلم ۱۳۳۵)
زندگی شیرین است فیلمی به کارگردانی مجید محسنی و نویسندگی مجید محسنی، معزدیوان فکری ساختهٔ سال ۱۳۳۵ است.

## بازیگران
- مجید محسنی
- روفیا
- حمید قنبری
- تهمینه
- معزدیوان فکری
- اکبر خواجوی
- حسین محسنی
- عباس دماوندی